# Romero-Preis
Der Romero-Preis wird in Österreich seit 1980 von der Katholischen Männerbewegung (KMB) verliehen. Daneben gibt es in Deutschland den Oscar-Romero-Preis, der seit 2003 vom Förderverein des Bonner Oscar-Romero-Hauses verliehen wird. Beide Preise beziehen sich auf den Erzbischof von San Salvador Oscar Romero, der sich in seiner salvadorianischen Heimat entschieden auf die Seite der Armen und Entrechteten gestellt hatte und deshalb 1980 von einem Kommando der Militärdiktatur am Altar erschossen worden war.

## Der Romero-Preis der Katholischen Männerbewegung Österreichs
Der Romero-Preis ist ein österreichischer Menschenrechtspreis, der seit 1980 von der Katholischen Männerbewegung Österreichs (KMBÖ) in jährlichem Turnus verliehen wird. Ausgezeichnet werden Personen oder Gruppen, die sich in besonderer Weise für Gerechtigkeit, Menschenrechte und Entwicklung in Ländern der Dritten Welt einsetzen. Der Preis ist mit € 10.000,-- dotiert.
Der Oscar-Romero-Preis gilt als eine der bedeutendsten Auszeichnungen im Bereich der Entwicklungszusammenarbeit in Österreich. 2015 wurde die Vergabe des Preises nach KMBÖ-Angaben mit Blick auf das 35-Jahr-Jubiläum bewusst ausgesetzt. Künftig will man die Auszeichnung noch stärker im Bewusstsein der Öffentlichkeit verankern.
Preisträger
- 1981: P. Franz von Tattenbach SJ, Costa Rica
- 1982: Sr. Maria Herlinde Moises und Segismundo Acosta Castano, Kolumbien
- 1983: Bischofsvikar Josef Heissenberger, Ecuador
- 1984: Kapläne Helmut Buchegger und Josef Pretz, Zentralafrikanische Republik
- 1985: Hans Hafner, Ruanda
- 1986: Bischof Pedro Casaldáliga, Brasilien
- 1987: James Wainaina, Kenia
- 1988: Bischof Erwin Kräutler, Brasilien
- 1989: Ludwig Sitter, Peru
- 1990: Jesuitenkommunität UCA, El Salvador
- 1991: P. Adrian Mejia Ixcoy, Guatemala
- 1992: P. Hans Schmid und Janira Jesus Souza de Franca, Brasilien
- 1993: Msgr. Herbert Leuthner, Ecuador
- 1994: Sr. Lise Alarie, Uganda
- 1995: Das Volk vom Rio San Francisco
- 1996: Sr. Maria Wachtler, Ecuador
- 1997: Elisabeth Kibuywa, Kenia
- 1998: Gruppe CEDAL, Kolumbien
- 1999: Bischof Samuel Ruiz, Mexiko
- 2000: Vitalino Cuca, Guatemala
- 2001: Pater Richard Flatz, Ecuador
- 2002: Bischof Charles Palmer-Buckle und Pfarrer Josef Pichler
- 2003: Heribert Hrusa
- 2004: Waris Dirie, Somalia
- 2005: Günther Zgubic, Brasilien
- 2006: Pat Patten, Tansania
- 2007: P. José Hehenberger, Brasilien
- 2008: P. Gabriel Mejía, Kolumbien
- 2009: Sr. Marco Gneis, Österreich
- 2010: Saria Amillen Anderson, Tansania
- 2011: Sr. Maria Pacis Irene Vögel (posthum)
- 2012: Pfr. Martin Römer, Mexiko[3]
- 2013: Helmut Nagorziansky, Ecuador[4]
- 2014:  Sr. Veronica Petri, Diözese Morogoro, Tansania und Frei Anastácio Ribeiro, Brasilien[5]
- 2015: wurde nicht verliehen, anstelle dessen wurde die Fiesta Romero gefeiert.[6]
- 2016: Maria Schiestl[7]
- 2018: Francisco Jose San Martin Baldwin[8]
- 2021: Bernhard-Michel Schelpe und Milo Ambros[9]
- 2022: Mayra Orellana[10]
- 2023: P. Sen Vellakada MSFS, Tschad[11]

## Der Oscar-Romero-Preis des Fördervereins des Bonner Oscar-Romero-Hauses
Mit dem Oscar-Romero-Preis zeichnet der Bonner Förderkreis Oscar-Romero-Haus e.V. Einzelpersonen und Initiativen aus dem Köln-Bonner Raum aus, die sich in überzeugender Weise mit Ausgegrenzten und Entrechteten unserer Gesellschaft für eine gerechte, solidarische und in Übereinstimmung mit der Schöpfung lebende Welt einsetzen und durch ihren Einsatz und ihr Vorbild auch unsere Region menschlicher machen. Der Preis ist mit € 1000,-- dotiert.
Preisträger
- 2003 Siegfried Pater (Journalist, Buchautor und Filmemacher, Bonn, † 7. Februar 2015)
- 2006 die Sozialistische Selbsthilfe Mülheim (SSM, Köln)[12]
- 2010 MediNetzBonn (Medizinische Beratungs- und Vermittlungsstelle für Flüchtlinge)[13]
- 2013 die Informationsstelle Lateinamerika (ila, Bonn)
- 2019 die antifa Bonn/Rhein-Sieg und Jugend Rettet (Teilung des Preises)[14]